# معاهدة ربالو (1920)

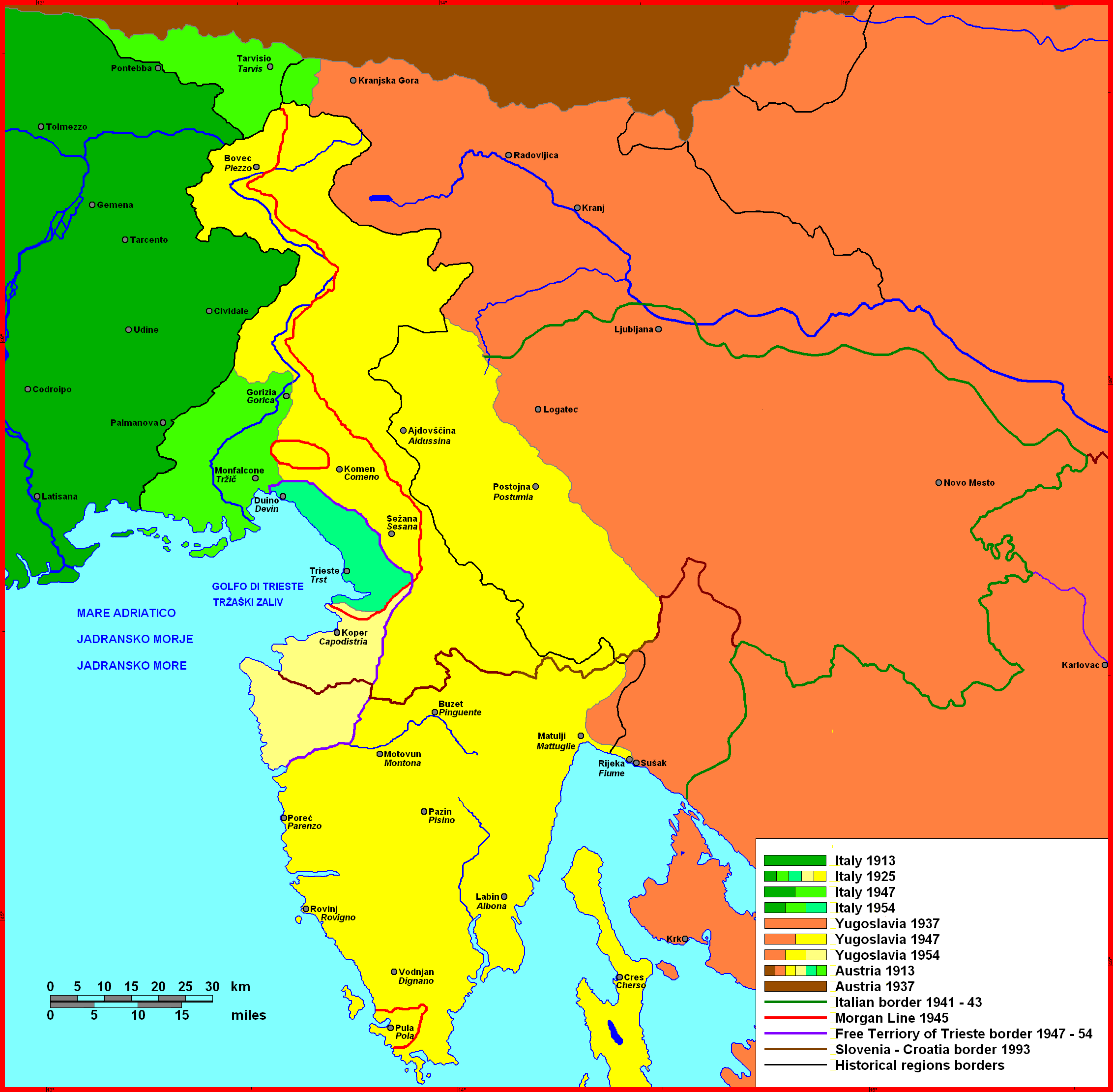
خريطة للحدودة التي تغيرت في فنتسيا جوليا: بمقتضى معاهدة ربالو، حصلت إيطاليا على معظم ليتورال النمساوية، جزء من كارنيولا الداخلية، ومعظم المناطق الحدودية لكارينثيا.

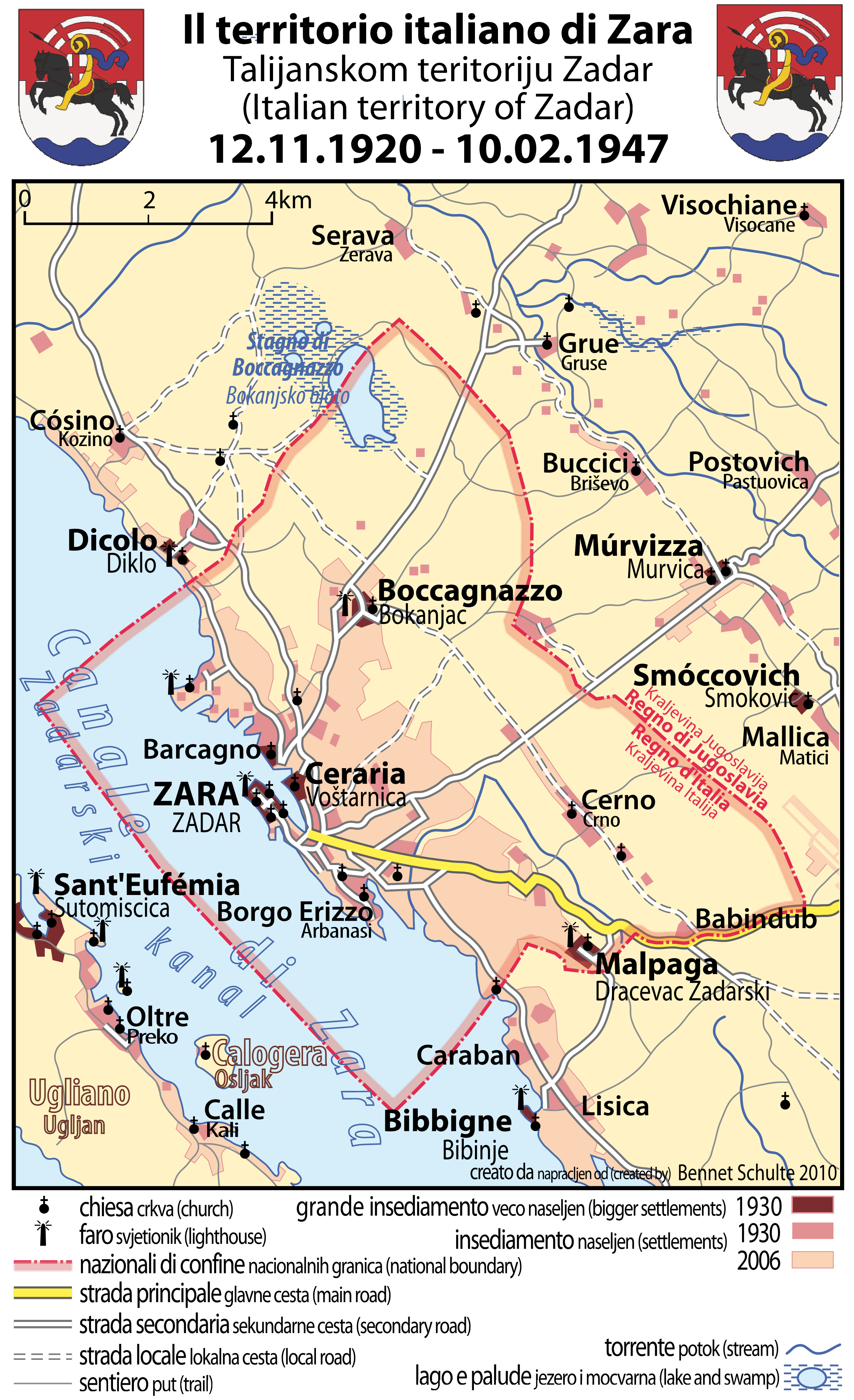
خريطة الأراضي الإيطالية في زارا، 1920-1947

معاهدة ربالو Treaty of Rapallo، كانت معاهدة بين مملكة إيطاليا ومملكة الصرب، الكروات، والسلوڤينيين (أعيد تسميتها بيوغوسلافيا عام 1929)، تم التوقيع عليها لحل النزاع على بعض الأراضي في الساحل النمساوي السابق في أعالي البحر الأدرياتي، وفي دالماتيا.
تم التوقيع على المعاهدة في 12 نوفمبر 1920 في ربالو، بالقرب من جنوة، إيطاليا. نشأ النزاع بين إيطاليا ويوغوسلاڤيا في نهاية الحرب العالمية الأولى، عندما حُلت الإمبراطورية النمساوية المجرية وطالبت إيطاليا بالأراضي التي ضُمت إليها بموجب اتفاقية لندن السرية عام 1915. بموجب الاتفاقية، الموقعة في لندن في 26 أبريل 1915 من مملكة إيطالية والوفاق الثلاثي، في حالة الانتصار في نهاية الحرب العالمية الأولى، ستحصل إيطاليا على العديد من المكاسب الإقليمية وتشمل الليتورال النسماوي، شمال دالماتيا وزادار (زارا) الشهيرة، شيبنيك (سبنيكو)، ومعظم الجزر الدالماتية (عدا كرك وراب.
سكان هذه الأراضي من عرقيات مختلطة، حيث يشكل سلوڤين والكروات أكثر من نصف سكان المنطقة. ألغيت الاتفاقية بمعاهدة ڤرساي تحت ضغط من الرئيس وودرو ويلسون، لتجنب المطالب الإيطالية بشمال دالماتيا. كان الهدف من معاهدة رپالو التوصل لتسوية بعد الفراغ الذي نشأ لعدم تطبيق اتفاقية لندن (1915).

## بنود المعاهدة
- المناطق الغربية من دوقية كارنيولا السابقة: أكثر من نصف منطقة كرانيولا الداخلية، وبلديات إدريا، فيبافا، أدوڤشتشينا، بوستوينا، بيفكا وإليرسكا بيستريتسا، وبلدية بلا بتش/ويسنفلس في كارنيولا العليا؛
- جميع أراضي الساحل النمساوي السابق، عدا بلدية كاستاڤ وجزيرة كرك، حيث تم ضمهما إلى مملكة الصرب، الكروات، السلوفين؛
- مديرة زادار، العاصمة مملكة دالماتيا السابقة، (التي تشهر بزارا بالإيطالية) وجزر لاستوڤو وپالاكروزا الدالماتية الصغيرة.

## وصلات خارجية
- Treaty between the Kingdom of Italy and the Kingdom of the Serbs, Croats and Slovenes signed at Rapallo, November 12, 1920
- Map of Europe and Treaty of Rapallo at omniatlas.com